# Камелик
Камели́к — река в Саратовской и Самарской областях России. Длина реки — 222 км, площадь водосборного бассейна — 9070 км². Средний расход воды в 21 км от устья — 10,1 м³/с. Большую часть года Камелик стоит без течения (до 207 дней в году без стока), зимой — промерзает. Питание реки в основном снеговое, доля подземного стока составляет от 3 до 5 %.

## Этимология
Название, вероятно, происходит от др.-инд. кем — формы, сохранившейся в названиях многих рек Азии и означающей «вода».
Название также может происходить от башкирского кәмә — «лодка» и -лек аффикс, что означает «река лодок».

## Притоки
(указано расстояние от устья)
- 41 км: Лагуниха;
- 69 км: Большая Чалыкла (Чалыкла);
- 117 км: Сухой Камышлак;
- 130 км: Большой Камышлак;
- 152 км: Таловка;
- 157 км: Солдатка;
- 171 км: Таловая (балка Еремина);
- 203 км: Каменка[10].

## Данные водного реестра
По данным государственного водного реестра России относится к Нижневолжскому бассейновому округу, водохозяйственный участок реки — Большой Иргиз от истока до Сулакского гидроузла. Речной бассейн реки — Волга от верхнего Куйбышевского водохранилища до впадения в Каспий.